# Трансмаш (футбольный клуб)
«Трансма́ш» — белорусский футбольный клуб из города Могилёв.

## История
С 1988 года под названием «Сельмаш» представлял завод «Могилёвсельмаш» в чемпионате Белорусской ССР. С 1992 года выступал во втором эшелоне первенства Беларуси — Второй лиге. В 1994 году после переименования завода клуб изменил название на «Трансмаш». В 1996 году выиграл Вторую лигу. В 1997 году занял 14-е место в чемпионате Беларуси. В начале 1998 года был объединён с клубом «Днепр» (Могилёв) в «Днепр-Трансмаш».